# Línea 10 (Tucumán)
La Línea 10 es una línea de colectivos urbana de San Miguel de Tucumán, Tucumán, Argentina. Esta es operada por Leagas S.A., uniendo el Barrio Los Plátanos con Villa Amalia y Barrio San Cayetano de la capital.

## Recorrido

### Ramal Los Plátanos- San Cayetano[1][2]
Pantaleón Fernández y Rufino Cossío, por esta hasta Juan Padros, Alberto Farias, Malabia, Vicente Gallo, Matheu, Pedro L. Gallo, Av. Independencia, Diag. Elmina Paz de Gallo, Av. Roca, Diag. Juan XXIII, Lavalle, Av. Colón, Av. Mate de Luna, Av. 24 de Septiembre, San Luis, C. Álvarez, Charcas, Av. B. Terán, Domingo García, Av. Sáenz Peña, Av. Marina Alfaro, French, Diag. Eugenio Méndez, Tomas A. Edison, Díaz Vélez, Berutti, Pio XII, Rojas, Irineo Leguizamón, Diag. E. Méndez, French, Av. Marina Alfaro, Av. Sáenz Peña, José Ingenieros, Av. B. Terán, Rotonda Parque 9 de Julio, Ibirá Pitá, Pacará, Francia, Av. Avellaneda, Av. Sáenz Peña, San Lorenzo, Av. Colón, Av. Roca, Diag. Elmina Paz de Gallo, Av. Independencia, Pedro L. Gallo, Matheu, Vicente Gallo, Malabia, Alberto Farias, Juan Padros, Rufino Cossío, Pantaleón Fernández.

### Ramal Los Plátanos- Villa Amalia[3][4]
Pantaleón Fernández y Rufino Cossío, por esta hasta Juan Padros, Alberto Farias, Malabia, Vicente Gallo, Matheu, Pedro L. Gallo, Av. Independencia, Diag. Elmina Paz de Gallo, Av. Roca, Av. Colón, Av. Mate de Luna, Av. 24 de Septiembre, San Luis, C. Álvarez, Charcas, Av. B. Terán, Domingo García, Av. Sáenz Peña, Av. Marina Alfaro, Independencia, Moreno, Inca Garcilaso, Las Heras, Cnel. Olleros, 9 de Julio, Av. Democracia, Ayacucho, Pantaleón Fernández, Chacabuco, Av. Democracia, 9 de Julio, Olleros, Congreso, Inca Garcilaso, Moreno, Independencia, Av. Marina Alfaro, Av. Sáenz Peña, José Ingenieros, Av. B. Terán, Rotonda Parque 9 de Julio, Ibirá Pitá, Pacará, Francia, Av. Avellaneda, Av. Sáenz Peña, San Lorenzo, Av. Colón, Lamadrid, Av. Adolfo de la Vega, Lavalle, Diag. Juan XXIII, Diag. Elmina Paz de Gallo, Av. Independencia, Pedro L. Gallo, Matheu, Vicente Gallo, Malabia, Alberto Farias, Juan Padros, Rufino Cossío, Pantaleón Fernández.

## Lugares de Interés
- Mercado Dorrego
- Terminal de Ómnibus de San Miguel de Tucumán
- Plazoleta Dorrego